# Rugby-Union-Südamerikameisterschaft 1985
Die Rugby-Union-Südamerikameisterschaft 1985 (spanisch Sudamericano de Rugby 1985) war die 14. Ausgabe der südamerikanischen Kontinentalmeisterschaft in der Sportart Rugby Union. Sie fand 1985 in Paraguay statt und wurde von der Unión de Rugby del Paraguay organisiert. Teilnehmer waren die Nationalmannschaften von Argentinien, Chile, Paraguay und Uruguay. Austragungsort war das Estadio General Pablo Rojas in der Hauptstadt Asunción. Den Titel gewann zum 13. Mal Argentinien.

## Tabelle
Für einen Sieg gab es zwei Punkte, für ein Unentschieden einen Punkt, bei einer Niederlage null Punkte.
|    | Land        | Spiele | Siege | Unent. | Ndlg. | Spiel- punkte | Diff. | Tabellen- punkte |
| -- | ----------- | ------ | ----- | ------ | ----- | ------------- | ----- | ---------------- |
| 1. | Argentinien | 3      | 3     | 0      | 0     | 224:25        | + 199 | 6                |
| 2. | Uruguay     | 3      | 1     | 1      | 1     | 35:75         | − 40  | 3                |
| 3. | Chile       | 3      | 1     | 0      | 2     | 24:81         | − 57  | 2                |
| 4. | Paraguay    | 3      | 0     | 1      | 2     | 24:126        | − 102 | 1                |

## Ergebnisse
Punktesystem: 4 Punkte für einen Versuch, 2 Punkte für eine Erhöhung, 3 Punkte für einen Straftritt, 3 Punkte für ein Dropgoal
| 15. September 1985 | Paraguay | 12 : 15 | Chile | Estadio General Pablo Rojas, Asunción |
| 15. September 1985 |          |         |       | Estadio General Pablo Rojas, Asunción |

| 17. September 1985 | Argentinien | 63 : 16        | Uruguay                                                               | Estadio General Pablo Rojas, Asunción Schiedsrichter: Esteban Burt (Paraguay) |
| 17. September 1985 | Versuche: Baeck (2) Cuesta (2) J. Lanza P. Lanza (2) Minguez Petersen Turnes Erhöhungen: Porta (7) Straftritte: Porta (3) | (22:7) Bericht | Versuche: Uriarte Zerbino Erhöhungen: Zerbino Straftritte: Patino (2) | Estadio General Pablo Rojas, Asunción Schiedsrichter: Esteban Burt (Paraguay) |

| 19. September 1985 | Argentinien                                                                                         | 59 : 6  | Chile                     | Estadio General Pablo Rojas, Asunción Schiedsrichter: Jorge Sanguinetti (Uruguay) |
| 19. September 1985 | Versuche: Annichini (2) Branca Cash Cuesta (4) Merlo Porta Erhöhungen: Porta (8) Straftritte: Porta | Bericht | Straftritte: Planella (2) | Estadio General Pablo Rojas, Asunción Schiedsrichter: Jorge Sanguinetti (Uruguay) |

| 19. September 1985 | Paraguay       | 9 : 9   | Uruguay                                                  | Estadio General Pablo Rojas, Asunción |
| 19. September 1985 | Straftritte: 3 | Bericht | Versuche: Zerbino Erhöhungen: Patino Straftritte: Patino | Estadio General Pablo Rojas, Asunción |

| 21. September 1985 | Chile          | 3 : 10  | Uruguay                                           | Estadio General Pablo Rojas, Asunción |
| 21. September 1985 | Straftritte: 1 | Bericht | Versuche: 1 Straftritte: Patino Dropgoals: Patino | Estadio General Pablo Rojas, Asunción |

| 21. September 1985 | Paraguay           | 3 : 102 | Argentinien | Estadio General Pablo Rojas, Asunción Schiedsrichter: Miguel Mugica (Chile) |
| 21. September 1985 | Straftritte: Conti | Bericht | Versuche: Annichini (2) Baeck Branca Cubelli de la Arena (3) Lanza (2) Merlo (3) Milano (2) Petersen Sanes Visca (2) Erhöhungen: Porta (13) | Estadio General Pablo Rojas, Asunción Schiedsrichter: Miguel Mugica (Chile) |